# 실번레이크 (뉴욕주)
실번레이크(영어: Sylvan Lake)는 미국 뉴욕주 더치스 카운티에 있는 소도시이다. 실번 호라는 호수의 이름에서 마을의 이름을 따왔다.